# Sigmund Theophil Staden
Sigmund Theophil Gottlieb Staden (Kulmbach, 6. studenog 1607. – Nürnberg, 30. srpnja 1655.), njemački skladatelj i orguljaš koji je djelovao u periodu baroka.
O osnovama glazbe uči ga njegov otac, Johann Staden, osnivač takozvane Nürnbergške škole, te instrumentalist, Jakob Paumann. Kasnije odlazi na studij u Augustu, 1620., te u Berlin, 1626. godine. 1635., postaje orguljaš u crkvi St. Lorenz u Nürnbergu, položaju na kojem ostaje do kraja svog života.
Najvažnije očuvano djelo Stadena je opera Seelewig (1644.), prva njemačka singspiel. Od ostalih očuvanih djela ističu se tri Friedens-Gesänge iz 1651. Skladao je i za druge predstave, glazbu za balet i vjerske skladbe.

## Vanjske poveznice
- (njem.) Djela Sigmunda Theophila Stadena u katalogu Njemačke nacionalne knjižnice